# 国民の党 (1963)
国民の党（こくみんのとう）は、1963年、第三共和国時代の韓国における保守政党で野党。5・16軍事クーデター後、政治活動が解禁された後に結成された。
なお、後の第六共和国時代に同名の政党が安哲秀によって二度（2016年と2020年）結成されるが、一切無関係である。

## 概要
軍事クーデターを主導した勢力が、民政移管後の実質的与党になるとにらんで、これを阻止する為に1963年1月に創党準備委員会を開催し、金炳魯民政党代表最高委員と許政新政党委員長、李範奭民友党顧問による3党無条件合同宣言によって8月5日に発足したが、大統領候補の決定をめぐって尹潽善と許政が対立し、尹潽善派が離脱した。そのため金炳魯派と李範奭派、許政派で9月5日にあらためて結成された。代表最高委員には金炳魯が就任。同年10月15日に行なわれた第5代韓国大統領選挙では、許政を大統領候補として擁立したが、投票日直前の10月2日に立候補を辞退、民政党の大統領候補である尹潽善を支持した。大統領選翌月の11月に行なわれた第6代総選挙では2議席を獲得し、翌年9月17日に民主党に統合されて解散した。

## 党勢推移
| 年月日         | 代          | 議席数 | 議席数 | 議席数 | 得票率 |
| 年月日         | 代          | 合計   | 地域区 | 全国区 | 得票率 |
| -------------- | ----------- | ------ | ------ | ------ | ------ |
| 1963年11月26日 | 第6代総選挙 | 2      | 2      | 0      | 8.8％  |